# Melitaea pallidior
Melitaea pallidior är en fjärilsart som beskrevs av Charles Oberthür 1909. Melitaea pallidior ingår i släktet Melitaea och familjen praktfjärilar. Inga underarter finns listade i Catalogue of Life.